# Julius Reuß

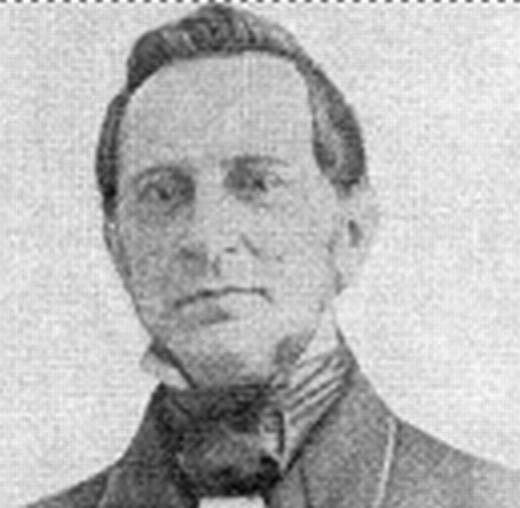
Pfarrer Julius Reuß

Georg Karl Julius Reuß (* 20. November 1814 in Krofdorf bei Wetzlar; † 4. Februar 1883 in Simmern) war ein evangelischer Pfarrer, der zeit seines Berufslebens dem Gedanken der Diakonie tätig verbunden war.

## Leben und Beruf
Reuß stammte aus einer Pfarrerfamilie, der Vater Georg Jakob Ludwig Reuss war Pfarrer in Krofdorf und dann in Burbach, seinem Geburtsort. Sein älterer Bruder Theodor Ludwig Christian war 47 Jahre lang bis zu seinem Tode am 23. April 1888 Pfarrer in Dickenschied. Auch er war im Umfeld der Schmiedelanstalten engagiert.
Reuß kam nach einem Studium der Theologie an der Universität Halle (Saale) und den entsprechenden Examina 1845 nach Simmern im Hunsrück. Dort wurde er zuerst Adjunkt bei dem Inhaber der zweiten Simmerner Pfarrstelle, Ferdinand Schneider, der ein Jahr später sein 50-jähriges Amtsjubiläum feiern und danach noch weitere sechs Jahre dienen sollte. 1853 wurde er nach der Pensionierung Schneiders dessen Nachfolger. Von 1867 bis 1883 bekleidete er dann die erste Simmerner Pfarrstelle. 1879 erfolgte die Wahl zum Superintendenten des Kirchenkreises Simmern. Auf die zweite Stelle folgte ihm Hugo Oertel, der Sohn des Hunsrücker Pfarrers, Superintendenten und Volksschriftstellers W. O. von Horn, nach, der später auch sein Nachfolger als Superintendent werden sollte. Reuß war nicht verheiratet.

## Lebenswerk
Reuß war von den Gedanken Johann Heinrich Wicherns, des Begründers der Inneren Mission, beeinflusst. Er übernahm deshalb den Vorsitz des im Jahr 1848 auf seine Initiative von Simmerner Bürgern gegründeten Verein der Inneren Mission mit dem Ziel, auf dem Hunsrück ein Rettungshaus für Kinder aus verwahrlosten Verhältnissen aufzubauen. Dies gelang dann 1851 mit den Schmiedelanstalten zwischen Simmern und Nannhausen. Sie sind das erste und damit älteste evangelische Sozialwerk auf dem Hunsrück. Bis zu seinem Tode war Reuß Direktor der Anstalten. Dort auf dem Anstaltsfriedhof wurde er nach seinem Ableben auch bestattet. Sein Grab wird heute noch in Ehren gehalten.

## Ehrung
Ihm zum Gedächtnis wurde das 1998 in Kastellaun eröffnete Wohnheim der Schmiedelanstalten für geistig Behinderte in Julius Reuß-Wohnheim benannt.

## Werke
- Schmiedel, Rettungs- & Confirmanden-Anstalt auf dem Hunsrück. Nach ihrer Gründung und Entwicklung aus der Hunsrücker Chronik dargestellt; Simmern: Maurer, 1864.